# Кондрашов, Алексей Симонович
Алексе́й Си́монович Кондрашо́в (род. 11 апреля 1957, Москва) — советский и американский учёный, специалист в области эволюционной биологии, специализирующийся на изучении закономерностей мутационного процесса, профессор Мичиганского университета в Анн-Арборе, победитель первого конкурса мегагрантов 2010 г., создатель и руководитель лаборатории эволюционной геномики факультета биоинженерии и биоинформатики МГУ.

## Начало
Родился 11 апреля 1957 года в Москве, в семье биофизика и историка науки Симона Эльевича Шноля. В 1960-х годах семья переехала в научный город Пущино, где Алексей обучался сначала в средней школе № 1 (1966—1970), а потом в Пущинской экспериментальной средней школе № 2 (1970—1973). В 1971 году получил первую премию на Школьной биологической олимпиаде (МГУ) среди восьмиклассников, а в 1973 году первую премию той же олимпиады, но среди десятиклассников. Её он поделил вместе с Евгением Куниным.
С 1973 года по 1978 год обучался на кафедре генетики очного отделения Биологического факультета МГУ. В 1984 году защитил диссертацию кандидата биологических наук.
С 1990 года — в США, с 1993 года — в Корнеллском университете.

## Профессиональная деятельность
В научной среде известен как автор так называемой гипотезы Кондрашова или детерминированной гипотезы мутаций. Она объясняет преимущества полового размножения возможностью избавления от вредных мутаций путём компенсации здоровой копией того же гена, полученной от другого родителя. Кроме того, известен работами по проблемам молекулярной биологии, в частности, эволюции белков, занимается изучением спонтанных мутаций в популяциях дрозофилы, выступает с научно-популярными статьями и лекциями.
Живя и работая в США, Алексей Кондрашов сотрудничает с российской наукой. Так, совместно с МГУ в 2010 году он получил мегагрант для сопоставления геномов родственных видов и генотипов родственных особей, которое проводится в созданной им лаборатории эволюционной геномики факультета биоинженерии и биоинформатики МГУ. В декабре 2012 года эта работа продлена ещё на два года.
В январе 2014 года им, совместно с рядом соавторов — сотрудников МГУ и ИППИ РАН, в журнале PLOS Genetics были опубликованы исследования впервые устанавливающие связь между точечными мутациями, из-за которых возникает сезонный грипп, и крупными генетическими изменениями (реассортациями), результатом которых стало большинство крупнейших эпидемий гриппа XX века, включая свиной. Полученные результаты возможно применять для предсказания характера будущих пандемий.
В 2011 году А. Кондрашов участвовал во встрече Президента РФ с учёными — получателями специальных грантов Правительства Российской Федерации для государственной поддержки научных исследований.
22 августа 2012 года Кондрашов написал статью в журнале Nature, в которой описал связь между пожилым возрастом отцов и ростом таких расстройств, как аутизм. Документ привлек общественное внимание, и у Кондрашов брали интервью такие издания как The New York Times, Los Angeles Times, The Economist и несколько телевизионных сетей. Исследование показало, что 40-летний отец передает своему потомству почти в два с половиной раза больше мутаций, чем 20-летний отец. Например, 20-летний отец может передать своему потомству около 25 случайных мутаций. Число передаваемых мутаций увеличивается на две мутации за каждый дополнительный год. Таким образом, 40-летний отец может передать своему потомству около 65 мутаций. Точная причина этого не совсем понятна, но сбор спермы молодых мужчин и заморозка ее на будущее может быть разумным выбором. Обычно мозг больше подвержен этим мутациям, поскольку в нем экспрессируется больше генов, чем в любом другом органе.
А. С. Кондрашов — автор порядка 120 работ, опубликованных в ведущих научных изданиях мира. По состоянию на конец 2020 года его индекс Хирша составлял 48.

## Гражданская позиция
- Отношение к православию сформулировано Алексеем Кондрашовым следующими словами: с огромным уважением отношусь к образу Христа, но на дух не приемлю РПЦ и её религию[6].
- Отвечая на вопросы читателей православного интернет-портала «Православие и мир», Алексей Кондрашов заявил, что РПЦ нарушает права гомосексуалов, поддерживая запреты гей-парадов. При этом ученый согласен, что у церкви есть право декларировать свои взгляды на гомосексуальность, но нет права ограничивать гражданские права гомосексуалов:

 «Выражение взглядов РПЦ не нарушают права гомосексуалов, а вот поддерживаемые РПЦ запреты гей-парадов, ставящие Москву вне современной Европы — нарушают».